# اچ‌ام‌اس کاراکاتا (۱۸۸۹)
اچ‌ام‌اس کاراکاتا (۱۸۸۹) (به انگلیسی: HMS Karrakatta (1889)) یک کشتی بود که طول آن ۲۴۲ فوت (۷۴ متر) بود. این کشتی در سال ۱۸۸۹ ساخته شد.